# ستايسي مارتن
ستايسي مارتن (بالفرنسية: Stacy Martin)‏ (مواليد 20 مارس 1990 في باريس)، هي ممثلة فرنسية إنجليزية بدأت مسيرتها الفنية عام 2013.

## الأعمال
- شبق
- طفولة القائد
- حكاية الحكايات

## وصلات خارجية
- ستايسي مارتن على موقع IMDb (الإنجليزية)
- ستايسي مارتن على موقع قاعدة بيانات الأفلام العربية
- ستايسي مارتن على موقع ألو سيني (الفرنسية)
- ستايسي مارتن على موقع أول موفي (الإنجليزية)
- ستايسي مارتن على موقع قاعدة بيانات الأفلام السويدية (السويدية)
- ستايسي مارتن على موقع قاعدة بيانات الفيلم (الإنجليزية)
- ستايسي مارتن على موقع كينوبويسك (الروسية)